# Aleksandr Biezymienski
Aleksandr Iljicz Biezymienski (ros. Александр Ильич Безыменский, ur. 6 stycznia?/18 stycznia 1898 w Żytomierzu, zm. 26 czerwca 1973 w Moskwie) – rosyjski dziennikarz i poeta.

## Życiorys
W latach 20. XX w. związany był z grupami literackimi Młoda Gwardia i Październik, a także zasiadał we władzach Moskiewskiego Stowarzyszenia Pisarzy Proletariackich.

## Wybrane dzieła
- Oktiabr´skije zori (1920)
- K sołncu (1921)